# Shahrestān di Malekshahi
Lo shahrestān di Malekshahi  (farsi شهرستان ملکشاهی) è uno dei 9 shahrestān della provincia di Ilam, il capoluogo è Arkvaz; faceva parte precedentemente del territorio di Mehran. Lo shahrestān è suddiviso in 2 circoscrizioni (bakhsh): 
- Centrale (بخش مرکزی)
- Ghachi (بخش گچی), con la città di Delgosha.